# 民族和自由欧洲
民族和自由欧洲（英语：Europe of Nations and Freedom）是一个极右翼欧洲议会党团。
2015年6月15日，该党团有39名议员，是欧洲议会里最小的党团。该党团成员持民族主义、欧洲怀疑主义、右翼民粹主义、反伊斯蘭及反移民的观点，但相較於EFDD，比較少反歐盟的色彩。
民族和自由欧洲雖然與同樣是右翼民粹主义及欧洲怀疑主义的自由和直接民主歐洲（EFDD）黨團的立場相近，但自由和直接民主歐洲主要是偏向於退出歐盟，與以推動反伊斯蘭、右翼民粹主义及反移民為主，而非退出歐盟的民族和自由欧洲不同。成員除荷蘭自由党外，均支持留在歐盟，部分則對歐盟去留公投持開放態度。

## 成員
| 國家   | 黨派         | 人數 |
| ------ | ------------ | ---- |
| 奥地利 | 奧地利自由黨 | 4    |
| 比利时 | 弗拉芒利益   | 1    |
| 法國   | 国民阵线     | 20   |
| 德国   | 藍黨         | 1    |
| 義大利 | 北方聯盟     | 5    |
| 荷蘭   | 自由党       | 4    |
| 波蘭   | 新右翼大会   | 2    |

## 外部連結
- . europarl.europa.eu. European Parliament.   [2015-06-17]. （原始内容存档于2015-06-21）.
- 官方网站